# Dis wo ich herkomm
Dis wo ich herkomm ist das dritte Soloalbum des Hamburger Rappers Samy Deluxe. Es erschien am 27. März 2009 über das Label EMI. Das Album kann dem Musikgenre des Hip-Hops zugeordnet werden, enthält aber auch Einflüsse anderer Stilrichtungen. Die Texte handeln schwerpunktmäßig von Samy Deluxes Verhältnis zu Deutschland. Themen sind etwa die Fokussierung auf Reichtum, Konsumverhalten oder eine in Deluxes Augen zunehmende Überwachung der Bevölkerung. Das Titellied verursachte durch Deluxes Appell an die Bevölkerung, stolz auf Deutschland zu sein, sowie durch seine Thesen über fehlenden Nationalstolz eine Kontroverse, in deren Verlauf sich Vertreter verschiedener Medien äußerten und dem Rapper Nationalismus und Unwissen bezüglich der deutschen Geschichte vorwarfen. Dis wo ich herkomm stieg auf Platz 3 der deutschen Album-Charts ein. Im Juni 2009 wurde zudem das Buch „Dis wo ich herkomm: Deutschland Deluxe“ von Samy Deluxe veröffentlicht.

## Entstehungsgeschichte

### Albumplanung und Produktion
Samy Sorge, so der bürgerliche Name des Musikers, begann vier Jahre vor Veröffentlichung von Dis wo ich herkomm mit den Arbeiten für das Album. Zuerst suchte er sich die ersten Beatgerüste aus und verfasste für diese die Texte. Da sich Samy Deluxe, Dynamite und Tropf zwischenzeitlich entschieden, mit TNT ein weiteres Album als Gruppe Dynamite Deluxe vorzuziehen, entstanden zahlreiche Texte, von denen sich Sorge die persönlichsten für sein Soloalbum aufhob, da er der Ansicht war, dass diese nicht zu einem Dynamite-Deluxe-Album passten. Im Sommer 2008 wurden von ihm die ersten Demos für das Album aufgenommen, die er im Herbst des gleichen Jahres im Studio weiter bearbeitete und nach Fertigstellung von Dynamite abmischen ließ. Ende 2008 wurde er vom Hip-Hop-Magazin Backspin auf das Soloalbum angesprochen, ob die Arbeiten mit einer Band ähnlich verliefen wie im Falle des Hip-Hop- und Funk-Musikers Jan Delay, der seit 2006 seine Stücke mit einer Band eingespielt und mit dieser auch Tourneen absolviert hatte. Samy Deluxe bestätigte eine vergleichbare Richtung, unterstrich jedoch, dass es musikalisch und textlich komplett anders sei. Weiter gab er an, dass das Titelstück ein Pendant zu Weck mich auf sei. Der ursprüngliche Arbeitstitel des Albums lautete „Das neue Deutschland“, wurde aber nach einer Diskussion mit Tropf und Jan Delay in Dis wo ich herkomm geändert, da der ursprüngliche Titel zu bedeutungsschwer und pathetisch gewesen sei und der neue persönlicher und abgeschwächt klingen würde. Nach Delays Meinung sollte Deutschland nicht im Albumtitel vorkommen.
Die einzelnen Stücke des Albums wurden von Samy Deluxe, dem Produzenten-Duo Instrumens und den Dynamite-Deluxe-Mitgliedern Dynamite und Tropf sowie den Hip-Hop-Musikern Max Herre, Kawamura (Nesola), Rhaatid, Tua, Dead Rabbit, DR Period und Nils Wülker produziert. Samy Deluxe nahm einen Großteil der Stücke in seinem bei sich zuhause eingerichteten Studio auf. Einzelne, zusätzliche Aufnahmen für die Instrumente und die Vocals wurden in verschiedenen Studios aufgenommen. Beteiligt waren die Hamburger Studios Abenteuer Musik, Boombox Studio, Ear Treat Studio und Off Ya Tree Studio sowie das Berliner Studio Tower 54. Für das Outro des Albums arbeitete er mit einem Jazz-Musiker zusammen. Gemischt wurden die ersten 13 Titel von Dynamite im Levelz Studio. Das Stück Blick nach vorn wurde von Sebastian Winkler im Instrumens Lab gemischt, Deshalb von Sebastian Winkler und Dynamite im Instrumens Lab und Sprech wie ich sprech von Nils Wülker im Ear Treat Studio in Hamburg.
Die verwendeten Fotos für das Artwork machte David Königsmann zusammen mit dem Fotoassistenten Lutz Schneider. Das Artwork, sowie das Logo, entwarf Sebastian Rohde von Typeholics.

### Albumpräsentation
Samy Deluxe präsentierte die Lieder des Albums erstmals am 19. März 2009 im Lido im Berliner Ortsteil Kreuzberg. Es war das erste Konzert, bei dem der Rapper von einer Band sowie den Background-Sängerinnen Alex Prince, Miss Marx, Nathalie Dorra und Mounir Brinsi begleitet wurde.
Eine Reihe prominenter Gäste waren unter den 400 Zuschauern des Abends. So sahen sich etwa der ehemalige Jusos-Vorsitzende Björn Böhning und Cem Özdemir, Bundesvorsitzender der Partei Bündnis 90/Die Grünen, sowie Rapper Afrob, MTV-Moderatorin Hadnet Tesfai und einige Schauspieler den Auftritt von Samy Deluxe an.

## Titelliste
| Nr. | Titel                          | Gastbeiträge                                                                                          | Beteiligte | Min. |
| --- | ------------------------------ | --- | --- | ---- |
| 1.  | Intro                          | Elijah Malik Russel (Kinderstimme)                                                                    | Musik: S. Sorge, S. Winkler, F. Olszewski | 3:02 |
| 2.  | Dis wo ich herkomm             | | Musik: S. Sorge, S. Winkler, F. Olszewski; Bass: Keith Powell Junior; Strings: Stefan Pintev & Rodrigo Reichel                                                                           | 4:57 |
| 3.  | Bis die Sonne rauskommt        | Chor: Alex Prince, Ms Marx, N’Gone Thiam                                                              | Musik: S. Sorge, K.Powell Jr., St. Baader, R. Pfeffer, S. John, L. Bruckhorst, Ph. Kacza; Bass: Roughhouse; Keys: Ajani; Drumms: Michael; Gitarre: Rudy Valentino; Horns: Johnny Blazers | 3:32 |
| 4.  | Wer ich bin                    | | Musik: S. Sorge, S. Winkler, F. Olszewski | 4:18 |
| 5.  | Wir sind keine Kinder mehr     | Xavier Naidoo; Chor: Alexandra Prince, N’Gone Thiam, Miss Marx, Nadja Benaissa, Phoebe, Esther Cowens | Musik: S. Sorge, S. Winkler, F. Olszewski; Bass: Keith Powell Junior; Strings: Stefan Pintev & Rodrigo Reichel                                                                           | 4:41 |
| 6.  | Vatertag                       | | Musik: S. Sorge, S. Winkler, F. Olszewski, J. Bruhns; Regen, Donner, Blitze: Hamburg City                                                                                                | 4:35 |
| 7.  | Oma Song                       | | Musik: M. Herre, S.Kawamura; Cuts: DJ Mixwell editiert v. Samy Deluxe | 5:27 |
| 8.  | Superheld                      | | S. Sorge, Dead Rabbit | 4:03 |
| 9.  | Erster                         | | Musik: J. Niemann, K. Wiens | 3:07 |
| 10. | Übers Geld                     | | Musik: Divine Ruler Period | 2:19 |
| 11. | Musik um durch den Tag zu komm | Afrob, Esther Cowens                                                                                  | Musik: J. Niemann, K. Wiens | 4:37 |
| 12. | Stumm (Xenja)                  | Additional vocals: Arndis Halla; Chor: Alex Prince, N’Gone Thiam, Miss Marx                           | Musik: S. Sorge, S. Winkler, F. Olszewski; Bass: Keith Powell Junior | 3:24 |
| 13. | Sowieso schwer                 | Chor: Alex Prince, Miss Marx, N’Gone Thiam                                                            | Musik: S. Sorge, K.Powell Jr. St.Baader, R. Pfeffer, J. Niemann; Bläser: Johnny Blazers                                                                                                  | 3:24 |
| 14. | Blick nach vorn                | | Musik: S. Sorge, S. Winkler, F. Olszewski; Bass: Roughhouse | 4:02 |
| 15. | Deshalb                        | Chor: Alex Prince, Miss Marx                                                                          | Musik: S. Sorge, S. Winkler, F. Olszewski | 3:21 |
| 16. | Sprech wie ich sprech          | Jennifer                                                                                              | Musik: S. Sorge, N. Wülker, J.Dohle; Trompete, Keys: Nils Wülker; Double Bass: Dietmar Fuhr; Drums: Jens Dohle                                                                           | 3:28 |

## Inhalt

### Musik
Einige Stücke des Albums bauen auf Hip-Hop-Beats auf. Darüber hinaus finden sich auch andere Musikrichtungen auf Dis wo ich herkomm wieder. So verwenden die Produktionen von Bis die Sonne rauskommt und Sowieso schwer Stilelemente des Reggaes. Dies drückt sich durch die für diese Musikrichtung charakteristische Betonung des Offbeats aus. Außerdem kommen in diesen Titeln Gitarrenklänge und Bläser zum Einsatz. Für den Beat zum Stück Oma Song wurde Klavier eingespielt. Übers Geld zeichnet sich durch Stilelemente des Funks aus, wie etwa der charakteristische Basslauf. Die musikalische Untermalung zu Stumm bedient sich stilistisch beim Dancehall und Sprech wie ich sprech kann, etwa durch Verwendung von Blasinstrumenten, Trommeln, Kontrabass und Klavier, dem Jazz zugeordnet werden.
Nach Samy Deluxes Meinung sei die Musik ansprechender für Erwachsene, da der Sound reifer wäre und er positive Resonanz von Leuten bekommen habe, die keine Hip-Hop-Hörer seien. Auch wäre der Rahmen bei den Live-Shows zum Album für Erwachsene ansprechender. Aufgrund der Tatsache, dass die Protagonisten des deutschen Raps erwachsen werden, werde auch die Musik erwachsen.

### Gesang

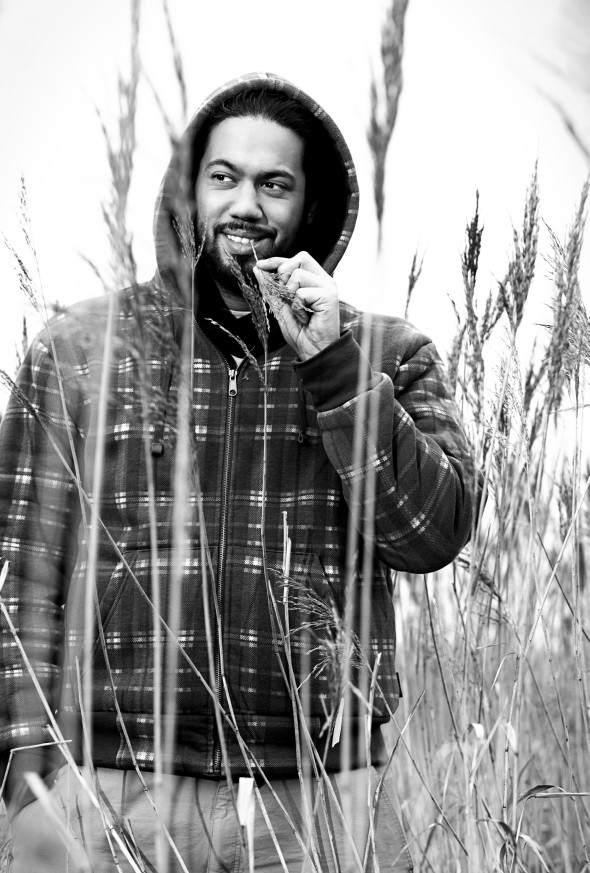
Rapper Samy Deluxe

Samy Deluxe verwendet für die Präsentation seiner Texte die in der Hip-Hop-Musik als Rap bezeichnete Form des Sprechgesangs. Darüber hinaus nutzte Deluxe, stärker als auf seinen vorherigen Alben, Elemente des melodischen Gesangs, was unter anderem bei dem Titel Bis die Sonne rauskommt oder im Refrain von Oma Song, Deshalb und Wer ich bin zum Tragen kommt. Bereits in der Vergangenheit hatten, laut Aussage des Musikers, gesungene Stücke positive Resonanz bei Konzerten gefunden. Mit seinem dritten Solo-Album könne er einem „Rapdogmatiker“, der ausschließlich Sprechgesang erwartet, nicht gerecht werden. In der Unterhaltungssendung TV total sagte der Hamburger zudem, dass er bereits zwei Jahre Gesangsunterricht genommen habe.
Als technisches Hilfsmittel wurde, etwa für die Titel Superheld und Oma Song, das Programm Antares Auto-Tune verwendet. Dieses wird zur automatischen Tonhöhenkorrektur in der Musik eingesetzt, wobei die Stimme einen unnatürlichen Klang erhält. Besonders häufig war Auto-Tune in den vorangegangenen Monaten von dem US-amerikanischen Sänger T-Pain und Akon genutzt worden, die damit Erfolge feiern konnten, sodass in der Folge zahlreiche Hip-Hop-Musiker in den Vereinigten Staaten und Deutschland das Programm verwendeten. Auf dem Dynamite-Deluxe-Album TNT kommt es ebenfalls zum Einsatz.
Zur Verstärkung der Gesangsstimme Deluxes sang für einige Titel ein Chor den Refrain begleitend mit dem Hamburger Musiker ein. Dieser wurde in den meisten Fällen von Alex Prince und Miss Marx gebildet, die in der Vergangenheit auch auf Tourneen des Rappers als Backgroundsängerinnen fungiert hatten. Zudem wirkten für das Stück Wir sind keine Kinder mehr der Soul- und R&B-Musiker Xavier Naidoo und für den Titel Musik um durch den Tag zu komm der afrikanisch-deutsche Rapper Afrob als begleitende Sänger mit.

### Texte
Die Texte des Albums unterscheiden sich stark von älteren Stücken von Samy Deluxe. Als Grund gab der Rapper eine persönliche Veränderung im Laufe der vier Jahre, während derer das Album entstand, an. Nach dem Abschlusskonzert der Tournee mit Dynamite Deluxe habe er ein persönliches Tief durchlebt: „Das Publikum hat das, was ich dargestellt habe, übertrieben gefeiert. Und trotzdem konnte ich mich überhaupt nicht freuen. […] Es war immer mein Traum, für all diese Leute dieser derbe Rapper-Typ zu sein, aber ich habe gemerkt, dass ich nicht mehr nur das bin. In den letzten Monaten konnte ich mich in dieser Rolle selbst nicht mehr so ernst nehmen. Es gibt einfach mehr, als nur auf die Bühne zu stürmen, krass zu rappen und mit der Hand rumzufuchteln.“ Als Folge dieses eigenen Eindrucks legte Samy Deluxe größeren Wert auf die inhaltliche Ausrichtung des Albums. So entstanden Stücke, in denen Deluxe sein eigenes Leben reflektiert und Bezug zu gesellschaftlichen Themen in Deutschland nimmt.
Das Verfassen der Texte nahm eine längere Zeit in Anspruch, da Samy Deluxe sukzessive weitere textliche Ergänzungen an den einzelnen Titeln vornahm. Laut Deluxe sei die Folge dieser Arbeitsweise, dass die Texte nach Abschluss der Arbeit anspruchsvoller seien als welche, die in 10 Minuten geschrieben worden wären. Der Text zum Oma Song handelte etwa ursprünglich nur von Samy Sorges Großmutter, wurde später jedoch abgeändert, nachdem Deluxe die Tatsache, dass seine eigene Mutter ebenfalls bereits Großmutter ist, eingefallen sei. Beim Stück Vatertag sei dies ähnlich gewesen, da er erst nur über seinen Vater geschrieben hätte und später den „Vater Staat“ und den „Vater im Himmel“ mit einbezog.
Samy Sorges Sohn Elijah Malik Russel spricht im Intro die ersten Zeilen des Albums, in dem er seinen Vater ankündigt. Im anschließenden Titellied Dis wo ich herkomm bewertet Samy Deluxe die Verhältnisse in Deutschland und ruft zu mehr Nationalstolz auf. Der Hamburger lobt etwa die Chancen, die einem in Deutschland geboten werden, sein Leben zu gestalten, oder die kulturelle Vielfalt, die sich über die Jahre herausgebildet hat. Er appelliert an die Zuhörer zudem, mit „den alten Zeiten“ aufzuhören, und damit mit der Zeit der Nationalsozialisten abzuschließen, um einen neuen Nationalstolz bei den Deutschen zu ermöglichen. Samy Deluxe selbst habe Deutschland viel zu verdanken, sodass er, laut Text, gerne etwas zurückgeben möchte, etwa in dem er sich an Schulen engagiert. Er unterstreicht, dass Deutschland seine Heimat ist, gibt dabei aber auch an, dass er das Land fast sein ganzes Leben gehasst habe. Dis wo ich herkomm unterscheidet sich stark von älteren Titeln des Rappers, in denen er über die Bundesrepublik spricht. Lieder wie Weck mich auf und Generation übermitteln etwa ein negatives Bild der Bundesrepublik. In einem Interview erklärte Deluxe, ihm seien die positiven Aspekte Deutschlands 2005 bei einer Reise nach San Francisco bewusst geworden. Dabei habe er festgestellt, dass Deutschland eine gute Basis für kulturelle Vielfalt habe und dass er dort die Möglichkeit habe, sich zu engagieren und aktiv zu gestalten, was er als größere Bereicherung empfinde als materieller Wohlstand.
Mit dem Titel Bis die Sonne rauskommt plädiert Deluxe für „mehr Farben im Land“. Nach Einschätzung des Musikers ist Deutschland ein graues, kaltes und steifes Land mit einer veralteten Kultur und schlecht gelaunten Menschen, das aber das Potential hat, „bunt“ zu werden. Samy Deluxe erläuterte in einem Gespräch mit der Zeitung Die Welt, dass er mit dem Titel, neben Menschen mit Migrationshintergrund, auch Homosexuelle mit einbeziehe.
Im Stück Wer ich bin setzt sich der Künstler mit sich selbst auseinander und bringt die Schwierigkeiten zum Ausdruck, sich selbst zu finden und als Person zu definieren. Er beschreibt anhand verschiedener Charakteristiken, dass er sich nur schlecht Gruppen zuordnen kann. So ist er etwa „zu weiß für die Schwarzen [und] zu schwarz für die Weißen“, „zu jung für die Alten und […] zu alt für die Jungen“ und „zu dumm für die Schlauen [und] zu schlau für die Dummen“. Zudem sei er für die Deutschen ein Ausländer, spreche aber aus Sicht der Ausländer zu gut deutsch. Ein Zugehörigkeitsgefühl konnte Samy Deluxe schließlich in der Hip-Hop-Szene entwickeln. Durch das wohlhabende Umfeld, in dem er aufgewachsen ist, sei er selbst zum „Angeber“ geworden, doch habe später gelernt, sich nicht über Wertgegenstände zu definieren. Zum Ende des Titels gibt der Rapper an, dass er das Leben nur langsam zu verstehen beginne und er aufgrund der Komplexität des eigenen „Ichs“ keine Aussage über die Zukunft treffen könne. Eine ähnliche Thematik hat das anschließende Lied Wir sind keine Kinder mehr, in dem Samy Deluxe die Schwierigkeiten des Erwachsenwerdens aufgreift. Er beschreibt es als einen „harten Weg“ einen Sinn im Leben zu finden und der Verantwortung eines erwachsenen Menschen gerecht zu werden. Als Kind habe er „frei“ sein wollen, rückblickend erweise sich die Kindheit als „viel leichter“.
Samy Deluxe wurde als Sohn einer Deutschen und eines Sudanesen geboren. Daher wuchs er als eines von wenigen dunkelhäutigen Kindern in Hamburg-Eppendorf auf. Der Titel Superheld entstand, nachdem Deluxes Sohn ihm gegenüber den Wunsch geäußert habe, weiß sein zu wollen, da alle „Superhelden“ ebenfalls eine weiße Hautfarbe hätten. Samy Deluxe beschreibt in dem Titel, dass er die gleichen Erfahrungen des Außenseitertums erlebt habe, wie dies sich jetzt bei seinem Sohn wiederholt. Mit dem Aufbau eines stärkeren Selbstwertgefühls habe er schließlich die eigene Situation verkraften können: „Ich weiß es, dass es manchmal nich leicht ist, braun zu sein, wenn die Mehrheit hier weiß ist, und man schaut sich um und vergleicht sich, fühlt sich alleine und ist verzweifelt. Ich hab’s am eigenen Leib erlebt, aber hab mit der Zeit gelernt, dass die Zweifel und der Schmerz mit den Jahren vergehen und du erkennst deinen eigenen Wert.“ Bis sein Sohn dies erreicht habe, erklärt Samy Deluxe im Refrain, dass er der Superheld seines Sohnes sein möchte. Er verfüge zwar nicht über Superkräfte, aber verspreche, für ihn „da zu sein“ und ihn zu lieben.
Vatertag berichtet über das Verhältnis Samy Deluxes zu seinem Vater, der die Familie früh verließ. In der ersten Strophe bringt Deluxe sein Unverständnis darüber zum Ausdruck, wie ein Vater seine Familie alleine lassen kann und erzählt davon, wie er ihn im Alter von 14 Jahren im Sudan besucht hat. Nach einem dreiwöchigen Aufenthalt sei er wieder zurückgeflogen und habe anschließend keine Nachricht mehr von diesem erhalten. Daraus folgt, dass Deluxe keinen Menschen so sehr hasse wie seinen Vater. In der zweiten Strophe bezieht der Rapper den Begriff des Vaters auf den „Vater Staat“. Auch dieser kümmere sich nicht um die Bürger, denen es schlecht geht. Abschließend wendet sich Samy Deluxe an Gott, welcher ebenfalls häufig als „Vater“ bezeichnet wird. Er bittet diesen um Rat und fragt etwa, wie er ohne Vater lernen könne, wie man zum Mann wird, wie er wissen solle, was richtig und was falsch ist oder wie er mit dem „Druck“ umgehen solle, der sich aus seiner Bekanntheit ergibt. Die erste Strophe des Textes entstand nach einer Sitzung beim Psychotherapeuten. Im Verlauf seiner Therapie hatte Samy Sorge häufig über seinen Vater gesprochen. Beim Verfassen des Textes habe er erstmals beim Schreibprozess geweint. Als Gegenstück zu Vatertag, entstand der Titel Oma Song, da Deluxe zu dieser ein gutes Verhältnis hatte. Er ordnet in dem Titel betont positive Attribute wie Geduld, Erfahrung oder Kochkünste der Person seiner Großmutter zu und dankt ihr für die gemeinsame Zeit.
Im Stück Erster spricht Deluxe darüber, dass Menschen ihm aus Neid mit Hass begegnen. Er bezieht dies vor allem auf Personen aus seinem Freundeskreis, die ihn sabotieren wollen. Die Folge ist, dass der Rapper den Kontakt abbrechen muss: „Scheint, es sind immer die Menschen, die dir am nächsten stehen, die dich am meisten hassen, dich dann hindern woll’n dein’ Weg zu geh’n. […] Eben waren wir beste Freunde, heute sind wir größte Gegner. Ich hab’ dich behandelt wie ’n Bruder. Typ, jetzt überleg’ mal. Doch im Nachhinein scheint es besser zu sein und du hast dabei ein’ Freund verloren und nicht nur ein’ Feind.“ Im Refrain betont Samy Deluxe, er bleibe trotz des ihm entgegengebrachten Neids und Hasses „Erster“ und lasse sich „nicht unterkriegen“. Die Idee zu Erster geht auf persönliche Erfahrungen des Musikers zurück. Insbesondere die Enttäuschung durch eine Person seines Umfeldes, habe er mit diesem Titel verarbeitet.
Musik um durch den Tag zu komm richtet sich an die berufstätigen Personen, denen Samy Deluxe die Wichtigkeit, in jedem Beruf sein „Bestes“ zu geben, vermittelt. Er selbst habe einen „Job“, der ihm Spaß mache, was er als Erfolg wertet. Zudem stellt Deluxe die Wichtigkeit jedes Berufes heraus und unterstreicht darüber hinaus, dass kein Mensch sich für seinen Beruf schämen müsse. Die Medien haben ebenfalls Einfluss auf die Berufswünsche Jugendlicher, sodass der „Klempner lieber Tänzer“ wäre und Mädchen die Tätigkeit als „Supermodel“ anstreben.
Kritik am „System“ äußert Samy Deluxe in Stumm. Er appelliert an die Vertreter der Politik, die Steuern zu senken, und bemängelt, dass Erfolg ausschließlich in finanziellem Wohlstand gemessen werde. Die politischen Entscheidungen werden zudem nicht „im Sinne des Volkes“ getroffen. Im Refrain greift er außerdem die Überwachung der Bürger und den „Konsumwahn“, der sich etwa in der Nutzung des Computers und des Fernsehkonsums äußert, an, der das Volk „dumm“, „stumm“, „arm“ und „unten“ halte.
Sowieso schwer thematisiert das Verhältnis des Menschen zum materiellen Reichtum sowie das Streben nach solchem. Nach Samy Deluxes Liedtext vergleichen sich Menschen stets mit Reicheren, was dazu führt, dass sie sich schlecht fühlen und nach „mehr“ streben. Auch er als verhältnismäßig wohlhabende Personen könne sich davon nicht freisprechen und bedenke nicht, dass die meisten Menschen über weniger Geld verfügen. Diese Denkweise kritisiert der Hamburger, indem er die Frage aufwirft, ob es nötig sei, viel zu „erreichen“, um glücklich zu sein.

## Vermarktung
Zu fünf Titeln des Albums wurden Videos umgesetzt. Der erste, komplett in Schwarz-Weiß gedrehte Clip, kann dem Titel Dis wo ich herkomm zugeordnet werden. Dieser wurde im Februar veröffentlicht. Es folgte das Video zu Bis die Sonne rauskommt, welches unter der Regie von Felix Paul und David Königsmann entstanden war. Der Titel wurde zudem als einzige Single am 6. März 2009 veröffentlicht. Ursprünglich sollte Bis die Sonne rauskommt nicht als Singleauskopplung erscheinen. Samy Deluxe und seine Plattenfirma wollten zuerst das Ende 2004/Anfang 2005 entstandene Stück Dis wo ich herkomm als Single veröffentlichen, entschieden sich allerdings für Bis die Sonne rauskommt, da Dis wo ich herkomm wahrscheinlich nicht im Radio gespielt worden wäre. Dennoch ist Dis wo ich herkomm mit auf der Single enthalten. Als Grund dafür gab Samy Deluxe in einem Interview an, dass er sowohl eine Single für die Anhänger der Hip-Hop-Musik haben wollte, wie auch eine radiotaugliche Single. Zwei weitere Videos wurden zu den Liedern Musik um durch den Tag zu komm, das ebenfalls in Schwarz-Weiß umgesetzt wurde und in dem Rapper Afrob mitspielt, sowie Stumm gedreht. Im Februar 2010 folgte ein Video zu Superheld. Für die Umsetzung wurde nicht der Original-Titel des Albums verwendet, sondern der von Samy Deluxe vorgetragene Text über eine alternative Melodie gelegt. Das Video entstand unter der Regie von Felix Paul und David Koenigsmann. Die Regie-Assistenz übernahm Ingo Stroot. Für das Set-Design war Lars Paukstat und für die Kameraarbeit Felix Leiberg verantwortlich. David Mohn fungierte als Executive Producer. Ein mehrteiliges Making-of, in dem die Arbeit an dem Video dokumentiert wird, erschien parallel zur Veröffentlichung von Superheld.
Samy Deluxe veranstaltete eine Tournee zum Album im Mai 2009, bei der er von einer Band begleitet wurde. Diese begann am 8. Mai mit einem Konzert in Leer und wurde nach elf Konzerten am 20. Mai in Tübingen beendet. Es folgten einige Auftritte bei Festivals wie „Summerjam Köln“ und „Open Air Frauenfeld“.
Eine Fortführung der Tournee lief unter dem Titel „Dis wo ich hinkomm“-Tournee ab dem 16. September 2009. Begleitet wurde der Rapper dabei von der „Tsunami Band“. Insgesamt bestand die Tournee aus 25 Konzerten, wobei Deluxe bei einem Teil dieser von Tua und in der anderen Hälfte von Afrob begleitet wurde. Neben Auftritten in Deutschland, spielte der Rapper auch je drei Konzerte in der Schweiz und in Österreich. Das Abschlusskonzert fand am 6. Dezember in Hamburg statt.

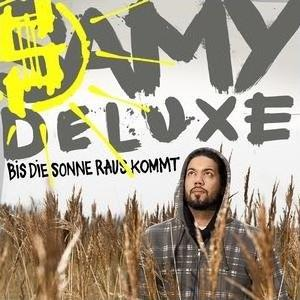
Cover der Single Bis die Sonne rauskommt
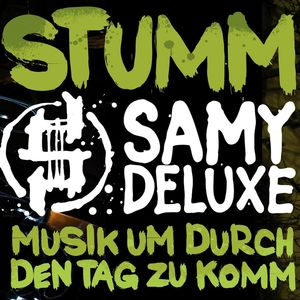
Cover der Single Musik um durch den Tag zu komm/Stumm

## Rezeption

### Kontroverse
Das Titellied Dis wo ich herkomm löste eine Kontroverse aus. Ausschlaggebend waren dabei die folgenden Zeilen:
Und wir haben kein’ Nationalstolz, und das alles bloß wegen Adolf -

ja toll, schöne Scheiße, der Typ war doch eigentlich ’n Österreicher.

Ich frag mich, was soll das, als wäre ich Herbert Grönemeyer.

Die Nazizeit hat unsere Zukunft versaut,

die Alten sind frustriert, deshalb badet die Jugend es aus.

Und wir sind es Leid zu leiden, bereit zu zeigen,

wir fangen gerne von vorne an, Schluss mit den alten Zeiten.

Sieh’s mal so:

Dies hier ist unser Deutschland.

Dies hier ist euer Deutschland.

Dies ist das Land wo wir leben.

Dies ist das neue Deutschland.
Die erste Kritik erfolgte durch Daniel Erk im sogenannten „Hitler-Blog“ der taz. Dieser bezeichnete die Verse von Samy Deluxe als „kreuzdämlich, dümmlich und einfältig“. Zudem warf er dem Rapper fehlendes Wissen über die Geschichte vor und widersprach im Einzelnen den Aussagen Samy Deluxes. Der fehlende Nationalstolz etwa sei nicht auf Adolf Hitler zurückzuführen, sondern hänge mit der späten Nationalstaatswerdung Deutschlands zusammen. Des Weiteren sei die Tatsache, dass Hitler in Österreich geboren wurde, unwichtig und ändere nichts an der damaligen Zustimmung der Deutschen für den Diktator. Auch wurde die Zukunft Deutschlands nicht durch die Nazis „versaut“, was er etwa an dem Marshallplan und der Wiedervereinigung festmachte. Zusammengefasst zeigte Erk kein Verständnis dafür, dass Samy Deluxe, ohne über das nötige Wissen zu verfügen, über Politik rappt. In einem Kommentar der Seite Verbrochenes.net erklärte der Redakteur, Samy Deluxe decke „mit seiner Nationalutopie […] alles von den Grünen bis zum rechten Rand der CDU ab“. Der Rapper sei kein „Nazi“, aber er klinge wie einer, was an der Textzeile „Ich werd’ beweisen, dass ich mehr für Deutschland mach’ als der Staat“, festgemacht wurde. Auch die Süddeutsche Zeitung griff Samy Deluxe scharf an. Der Rapper liefere eine Begründung, stolz auf Deutschland zu sein, die „an Schwachsinn kaum zu überbieten“ sei.
Samy Deluxe äußerte sich zu den Vorwürfen in einem Gespräch mit Ingo Scheel für den Stern. Dabei erklärte er, die Zeile „Wir haben keinen Nationalstolz, und das alles bloß wegen Adolf – ja toll, schöne Scheiße, der Typ war doch eigentlich ’n Österreicher“ solle ein „ironischer Ansatz“ sein. In Gesprächen mit österreichischen Journalisten waren die strittigen Zeilen nicht thematisiert worden. Er halte die Vorwürfe von Daniel Erk für nicht berechtigt, wäre aber bereit gewesen mit diesem in der Internet-Sendung Mixery Raw Deluxe über seinen Text und die von Erk vorgebrachte Kritik zu diskutieren, was dieser jedoch nach Einladung abschlug. Trotz der Kritik an Dis wo ich herkomm, habe er sich darüber gefreut, dass durch das Lied eine Diskussion ausgelöst wurde.
Erk kommentierte die Stellungnahme Samy Deluxes im „Hitler-Blog“ damit, dass es nicht hingenommen werden könne, dass „Fehltritte und Unwissen als Humor, noch besser: als „Ironie“ […] entschuldigt und verschleiert werden“. Journalisten unterstellte der Redakteur zudem, sie seien daran interessiert, den Hamburger positiv darzustellen. Zudem merkte er an, dass Samy Deluxe, der eine populäre Person ist, durch seine Aussagen die „Nazizeit als Banalität, kleinen Fehler und Lappalie abtut“. Den Fernsehsendern MTV, VIVA und ProSieben warf Erk vor, sie ließen Samy Deluxe sich in Szene setzen, ohne die Texte kritisch zu hinterfragen, und rief zusätzlich zur Unterstützung eines Leserbriefes auf, in dem dem Rapper Volksverhetzung vorgeworfen wird und die Sendeanstalten aufgefordert werden, Samy Deluxe kein Forum mehr zu bieten.
Unter dem Titel Ich diss den Ort, wo ich herkomm! verteilten Mitglieder der Antifa-Organisation Redical M Flugblätter an die Besucher eines Samy-Deluxe-Konzerts in Göttingen am 11. Mai 2009. Auch in diesen findet eine Verurteilung vom Umgang des Rappers mit der deutschen Geschichte statt. Samy Deluxe äußerte später sein Unverständnis darüber, dass Antifa-Aktivisten ihm Rassismus vorwerfen, obwohl er mit einer Band, die aus dunkelhäutigen Menschen besteht, auf Tournee gehe und auch selbst schwarz sei. Er warf ihnen zudem vor, ausschließlich negative Kritik zu üben, sich aber nicht aktiv einsetzen, um etwas Positives in Deutschland umzusetzen.
Eine andere Sichtweise als die genannten Kritiker äußerten der Rapper Curse und der Musikjournalist Falk Schacht. Curse wies darauf hin, dass Rezipienten die kritisierten Verse im „Gesamtkontext“ betrachten müssen, anstatt eine Zeile hervorzuheben. In seinem Blog äußerte der Mindener: „Man kann jeden Satz diskutieren, muss aber jeden Satz respektieren.“ Falk Schacht verfasste in seiner Kolumne Das letzte Wort einen Artikel zum Thema unter der Überschrift „Dis(s) wo ich herkomm“. Darin wirft dieser den Redakteuren der Süddeutschen Zeitung und des Hitler-Blogs vor, Samy Deluxe von Anfang an mit Beleidigungen bedacht und dem Rapper nationalistische Motivationen unterstellt zu haben. Die Diskussion über Nationalstolz und historische Verantwortung sei schwer zu führen, da Jugendliche, die sich mit dem Thema auseinandersetzen wollen, häufig auf „elitär-arrogante und berufsbetroffene Diskussionstotschläger“ treffen, was dazu führt, dass es in Bezug auf dieses Thema einen Druck gebe und der Gesprächsbedarf der Jugendlichen nicht beachtet werde. Des Weiteren sei Dis wo ich herkomm kritikwürdig, in seiner Intention jedoch klar. Im Gegensatz zu den Kommentaren der Blogger, sei Samy Deluxes Text konstruktiv und liege „mit seinen relativierenden Aussagen am Ende des Tages näher an einer seriösen Auseinandersetzung mit dem Thema […] als die Mitarbeiter der vermeintlich seriösen Medien, die ihn unterhalb der Gürtellinie kritisieren.“

### Bewertungen anderer Künstler
Zur inhaltlichen und musikalischen Ausrichtung des Albums äußerten sich auch andere Rapper, darunter Curse, Farid Bang und Grim104. Curse wurde durch einen Redakteur von Jetzt.de, einem der Süddeutschen Zeitung zugehörigen Jugendmagazin, zu Dis wo ich herkomm befragt. Er erklärte dabei, das Album sei Samy Deluxes bisher persönlichste Veröffentlichung, womit es sich von seiner früheren Musik, die stilistisch eher dem Battle-Rap zuzuordnen waren, unterscheidet. Diesen „Wandlungsprozess“ empfindet Curse als positiv und sagte, er wünsche, „dass [Samy Deluxe] für diesen Schritt mit Erfolg und positiven Reviews belohnt“ werde. Dennoch unterstellte Curse auch, dass der Hamburger eine breite Masse an Hörern erreichen wolle, was er damit begründete, dass in vielen Liedern gesungen werde und die Hooklines besonders eingängig seien. Die Benutzung des Auto-Tune-Effekts, etwa auf Superheld, nehme dem Album zudem etwas von seiner „Sound-Homogenität“.
Der Düsseldorfer Farid Bang zeigte sich enttäuscht von Samy Deluxes drittem Album und brachte dies in verschiedenen Interviews sowie in Form verbaler Angriffe auf dem Album Jung, brutal, gutaussehend zum Ausdruck. Seiner Ansicht nach sei Dis wo ich herkomm ein Reggae-Album. Da er Samy Deluxe respektiere und dieser zu den wichtigsten deutschen Rappern gehöre, sei die Enttäuschung über das Album besonders groß. Durch die stilistische Neu-Ausrichtung stehe der Hamburger nicht mehr für die Hip-Hop-Kultur.
Grim104 reagierte auf das Album mit der Veröffentlichung eines eigenen Lieds unter dem Titel Dis is wo ich herkomm. Ende 2013 erklärte er, dass sich Samy Deluxe seiner Ansicht nach im zeitlichen Zusammenhang der Album-Veröffentlichung in seiner „FDP-Phase“ befunden habe. Insbesondere das Stück Musik um durch den Tag zu kommen, in dem Deluxe den Hörer „mit seiner musikalischen Peitsche“ zur Arbeit animiere, sei „neoliberale Scheißmusik“.

### Kritiken

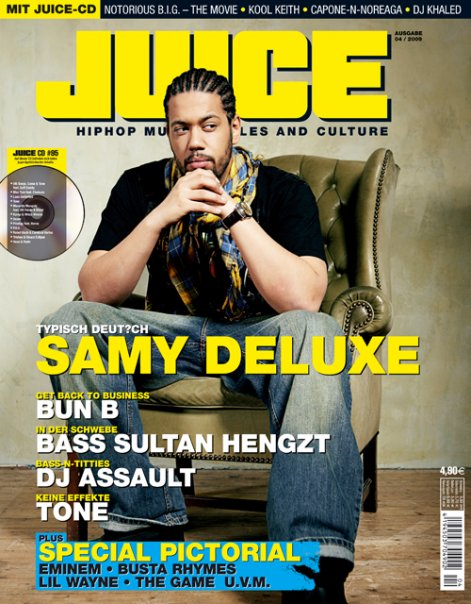
Samy Deluxe auf dem Cover der April-Ausgabe der Juice (2009)

Die Kritiken zum Album fielen stark unterschiedlich aus. So konnte sich etwa die Redaktion des deutschen Hip-Hop-Magazins Juice nicht auf eine Wertung einigen, sodass Dis wo ich herkomm in der Rubrik „Battle of the Ear“ unabhängig von zwei Rezensenten besprochen und mit unterschiedlichen Wertungen versehen wurde. In der ersten Besprechung erhielt Samy Deluxe fünf von sechs möglichen „Kronen“. Der Rapper habe erkannt, dass Genregrenzen überschreitende Hip-Hop-Musiker wie Peter Fox oder Jan Delay den größten Erfolg hätten, sodass es Zeit werde „eine inhaltliche und musikalische Neupositionierung“ vorzunehmen. Die größte Leistung Samy Deluxes sei, dass er begonnen habe, „richtige Musik“ aufzunehmen, die etwa durch Jazz- und Reggae-Einflüsse geprägt sei. Inhaltlich beschäftige er sich mit Themen, die jeden Menschen betreffen. Zusammengenommen sei Dis wo ich herkomm das „beste, weil mutigste Album, das Samy Deluxe jemals aufgenommen“ habe. Eine andere Sichtweise hat der Kritiker der zweiten Rezension, der dem Album lediglich zweieinhalb „Kronen“ zuspricht. Samy Deluxes Musik sei objektiv betrachtet gut, passe aber nicht in eine „glaubwürdige Künstlerbiografie“. Er versuche, sich berechnend den erfolgreicheren Musikern Peter Fox und Jan Delay zu nähern, was aufgrund fehlender ähnlich guter Ideen scheitere. Die persönlichen Stücke seien gelungen, dafür stelle der Rapper sich bei „gesellschaftskritischer Analyse“ selbst „aufs inhaltliche Abstellgleis“.
Eine weitere Rezension erfolgte durch die Redakteurin Dani Fromm für das E-Zine Laut.de. Sie vergab drei von möglichen fünf Bewertungspunkten an den Tonträger. In der Begründung beschreibt Fromm, dass Samy Deluxe in der Vergangenheit „als der technisch versierteste Rapper“ gegolten habe, nun jedoch von zahlreichen Hip-Hop-Musikern überholt worden sei. Deutscher Hip-Hop sei, trotz vieler „mittelmäßiger bis völlig talentbefreiter Rapper“, „nie facettenreicher, ausgefeilter, unterhaltsamer und interessanter als heute“ gewesen, was Samy Deluxes Technik so gestrig wirken lasse. Im Gegensatz zur Vortragsweise lobt Fromm die Themenwahl des Rappers, die gereift und erwachsen wirke. Besonders hervorgehoben wird der Titel Superheld, da sich die Liebeserklärung an den eigenen Sohn dadurch von thematisch ähnlichen Titeln absetze, dass Samy Deluxe in einer nahe gehenden Form schildert wie sich sein Schicksal in der Außenseiterrolle bei seinem Sohn wiederholt, was laut Fromm eine neue Dimension eröffne. Auch die Produktionen, darunter der Stücke Vatertag, Musik um durch den Tag zu kommen, Oma Song, Sowieso schwer, Stumm und Übers Geld, werden positiv gelobt. Dagegen seien die Co-Produktionen von Samy Deluxe und den Instrumens kitschig und melodielos.
Die Redaktion der Internetseite Rap.de setzte sich ebenfalls mit Dis wo ich herkomm auseinander, wobei eine eher negative Kritik dabei entstand. Der Sound des Albums klinge für den Rapper unpassend. Einer der besten Titel sei Superheld, der zwar durch die an T-Pain erinnernde Benutzung des Auto-Tune-Effekts nerve, dabei aber inhaltlich ansprechend und nachvollziehbar verpackt sei sowie im Ohr bleibe. Als beeindruckend bezeichnet die Redakteurin das Lied Vatertag, wobei sie es auch bei diesem nur auf den Text des Hamburgers bezieht. Dagegen wird Oma Song stark kritisiert. Es sei schön sich bei Verwandten für die Unterstützung zu bedanken, im Falle dieses Titels laufe dies aber unangenehm bis unfreiwillig komisch ab, sodass das Stück nicht ernst genommen werden könne. Zum Abschluss der Kritik stellt die Redakteurin die Vermutung auf, Samy Deluxe sei einfach zu erwachsen geworden für die deutsche Hip-Hop-Szene und drückt ihr Bedauern darüber aus.
Tobias Rapp zog für Spiegel Online einen Vergleich von Dis wo ich herkomm zu den Veröffentlichungen Nichts passiert der Band Silbermond und Stadtaffe des Musikers Peter Fox hinsichtlich ihrer gesellschaftskritischen Textinhalte: „Wenn in den Songs [von Silbermond] auf die Weltfremdheit der Politiker geschimpft wird, gilt, was man für Samy Deluxe und Peter Fox genauso gut sagen könnte: Das Erstaunliche an dieser Musik ist, wie vernünftig, wie maßvoll sie bleibt, selbst wenn sie wütend ist. Dies ist Pop, der noch Spurenelemente des Aufbegehrens in sich trägt, dabei aber die populistische Versuchung umgeht.“

### Chartplatzierungen
Dis wo ich herkomm stieg in der 16. Kalenderwoche 2009 auf Platz 3 der deutschen Album-Charts ein. In den darauffolgenden Wochen fiel das Album auf die Platzierungen 16; 23 und 35 ab. Nach acht Wochen verließ Samy Deluxes drittes Album die Charts.
Die Single Bis die Sonne rauskommt erreichte Platz 38 der Single-Charts. Es folgten Platzierungen auf den Positionen 58, 65, 57 und 64. Insgesamt konnte sich die Single neun Wochen in den deutschen Top 100 halten.

## Weiterführende Projekte

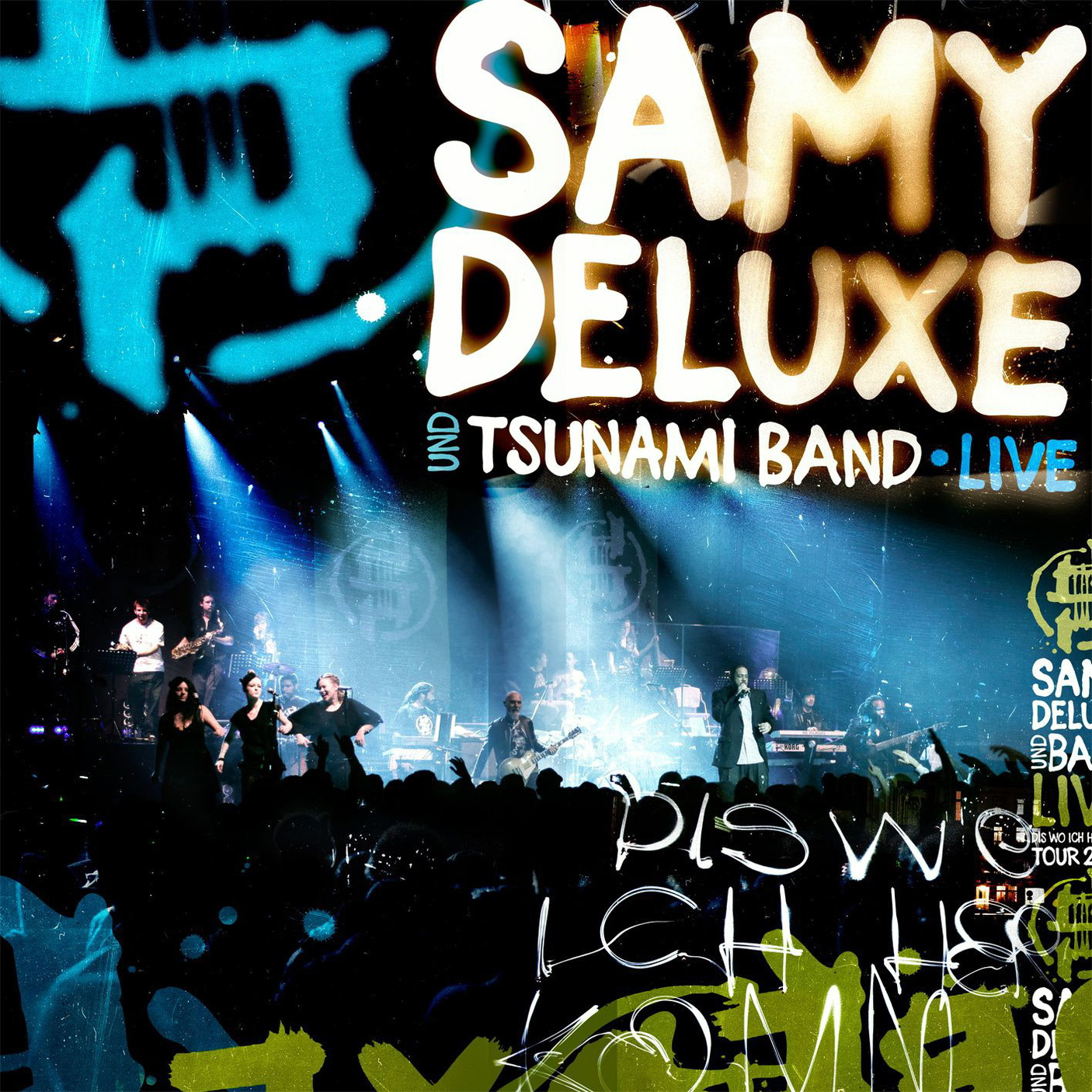
Cover des Live-Albums

Die Themen des Albums verarbeitete Samy Sorge auch in einem Buch, das im Juni 2009 unter dem Titel Dis wo ich herkomm: Deutschland Deluxe im Rowohlt Verlag erschien. Er beschreibt darin die Erinnerungen an seine Kindheit, das Leben als Außenseiter und die Anfänge seiner Tätigkeit als Musiker in Hamburg sowie den daraus erfolgten Ruhm, seine Sicht auf Deutschland und die Probleme der Jugend. Die Redaktion von Laut.de nennt Dis wo ich herkomm ein „reflektiertes, intelligentes, interessantes Buch“, da Sorge sich wirklich mitteilen wolle. Andere Kritiker äußerten, dass die Buchveröffentlichung nicht über den Inhalt des Albums hinausgehe.
Des Weiteren veranstaltete die Organisation Crossover e. V. gemeinsam mit Samy Deluxe eine Deutschlandreise, die unter dem Motto „Dis wo ich herkomm – die Deutschlandreise“ stand. Zu einer Teilnahme daran hatten sich Jugendliche bewerben können. Fünf Jugendliche begleiteten schließlich Deluxe bei seiner zweiwöchigen Reise durch ganz Deutschland. Als Intention gab Deluxe an, „mehr über Deutschland zu erfahren, kulturelles Interesse bei Jugendlichen zu wecken und offen auf Menschen und fremde Inhalte zu zugehen“. Das ZDF begleitete die Reise mit einem Kamerateam und strahlte die fünfteilige Dokumentation vom 5. bis 9. Oktober 2009 auf dem ZDFinfokanal aus.
Am 26. März 2010 wurde das Live-Album Dis wo ich herkomm – Live über EMI veröffentlicht. Das Album enthält Mitschnitte zweier Konzerte von Samy Deluxe und der Tsunami-Band, die Anfang Dezember 2009 in Kampnagel in Hamburg stattfanden. Auf dem Album ist auch ein Bonus-Lied mit Snoop Dogg (I Wanna Rock Remix) vorhanden. Was zur Promotion von Snoops Album in Deutschland führen soll. Samy wurde dazu ausgewählt.